# 8167 Ishii
8167 Ishii eller 1991 CM3 är en asteroid i huvudbältet som upptäcktes den 14 februari 1991 av de båda japanska astronomerna Kazuro Watanabe och Kin Endate vid Kitami-observatoriet. Den är uppkallad efter den japanska astronomen Takahiro Ishii.
Asteroiden har en diameter på ungefär 5 kilometer.